# NIT Season Tip-Off

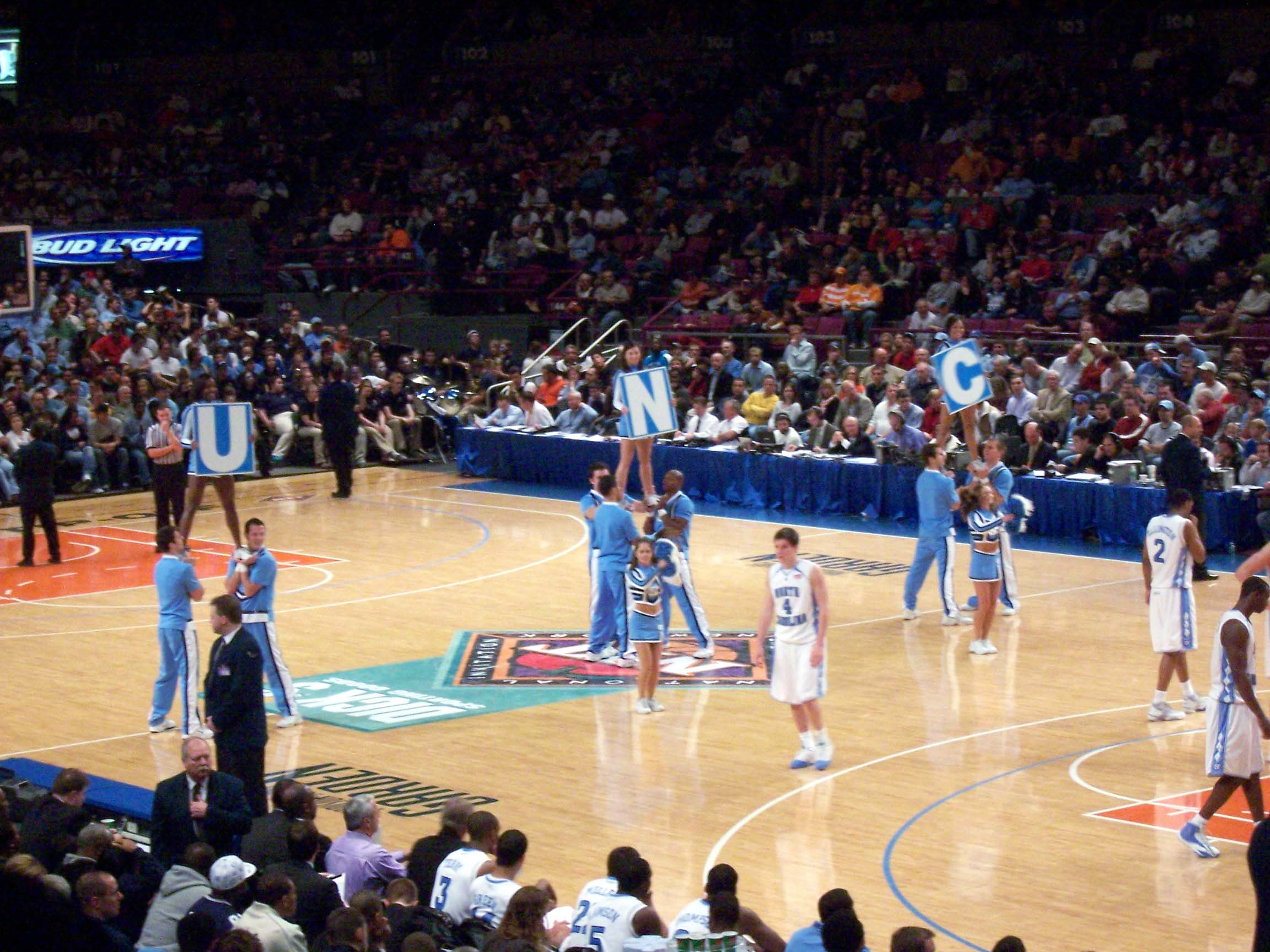
Partido de consolación de 2006 entre North Carolina y Tennessee.

El NIT Season Tip-Off es un torneo anual de baloncesto universitario disputado en noviembre. Las primeras dos rondas se celebran en campus, y las semifinales y final en el Madison Square Garden en Nueva York. El torneo fue fundado en 1985 con el nombre de Preseason NIT, llamado así para distinguirle del torneo de postemporada NIT. En 2005, la NCAA compró el NIT y el Postseason NIT y renombró el torneo de noviembre como NIT Season Tip-Off. Es uno de los torneos de pretemporada más prestigiosos, junto con el Maui Invitational y el Great Alaska Shootout.

## Campeones
- 1985 - Duke 92, Kansas 86
- 1986 - UNLV 96, Western Kentucky 95 (2 prórrogas)
- 1987 - Florida 70, Seton Hall 68
- 1988 - Syracuse 86, Missouri 84 (prórroga)
- 1989 - Kansas 66, St. John's 57
- 1990 - Arizona 89, Arkansas 77
- 1991 - Oklahoma State 78, Georgia Tech 71
- 1992 - Indiana 78, Seton Hall 74
- 1993 - Kansas 86, Massachusetts 75
- 1994 - Ohio 84, New Mexico State 80 (prórroga)
- 1995 - Arizona 81, Georgetown 71
- 1996 - Indiana 85, Duke 69
- 1997 - Kansas 73, Florida State 58
- 1998 - North Carolina 57, Stanford 49
- 1999 - Arizona 63, Kentucky 51
- 2000 - Duke 63, Temple 60
- 2001 - Syracuse 74, Wake Forest 67
- 2002 - North Carolina 74, Stanford 57
- 2003 - Georgia Tech 85, Texas Tech 65
- 2004 - Wake Forest 63, Arizona 60
- 2005 - Duke 70, Memphis 67
- 2006 - Butler 79, Gonzaga 71
- 2007 - Texas A&M 70, Ohio State 47
- 2008 - Oklahoma 87, Purdue 82 (prórroga)
- 2009 - Duke 68, Connecticut 59
- 2010 - Tennessee 78, Villanova 68
- 2011 - Syracuse 69, Stanford 63
- 2012 - Michigan 71, Kansas State 57
- 2013 - Arizona 72, Duke 66
- 2014 - Gonzaga 73, St. John's 66
- 2015 - Villanova 69, Georgia Tech 52
- 2016 - Temple 81, West Virginia 77
- 2017 - Virginia 70, Rhode Island 55
- 2018 - Tennessee 81, Kansas 87 (OT)
- 2019 – Oklahoma State 78, Ole Miss 37
- 2020 – Ninguno (suspendido por la pandemia COVID-19).
- 2021 – Iowa State 78, Memphis 59
- 2022 – Sin torneo
- 2023 – Baylor 95, Florida 91